# Hogna inominata
Hogna inominata là một loài nhện trong họ Lycosidae.
Loài này thuộc chi Hogna. Hogna inominata được Eugène Simon miêu tả năm 1886.